# ورخنیایا واینگا
ورخنیایا واینگا (به لاتین: Verkhnyaya Vayenga) یک منطقهٔ مسکونی در روسیه است که در استان آرخانگلسک واقع شده‌است.